# Martha Vickers
Martha Vickers, geboren als Martha MacVicar (Ann Arbor, 28 mei 1925 - Los Angeles, 2 november 1971) was een Amerikaanse actrice.

## Levensloop en carrière
Vickers begon haar carrière als model. In 1941 maakte ze haar filmdebuut met een kleine rol in Frankenstein meets the Wolf Man met Bela Lugosi. In 1946 speelde ze haar eerste hoofdrol in The Big Sleep met Humphrey Bogart en Lauren Bacall. In The Man I Love (1947) met Ida Lupino speelde ze haar volgende hoofdrol. In 1960 stopte Vickers met acteren.
Vickers was driemaal gehuwd, tussen 1948 en 1949 met filmproducent A.C. Lyles (1918-2013), tussen 1949 en 1951 met Mickey Rooney en tussen 1954 en 1965 met Manuel Rojas. Ze had 3 kinderen, 1 met Rooney en 2 met Rojas. Ze overleed op 46-jarige leeftijd aan kanker.

## Beknopte filmografie
- The Big Sleep, 1946
- The Man I Love, 1947
- Ruthless, 1948

- Biblioteca Nacional de España: XX4775310
- Bibliothèque nationale de France: cb14236482d (data)
- Gemeinsame Normdatei: 1206350881
- International Standard Name Identifier: 0000 0001 1737 287X
- Library of Congress Control Number: no97009288
- Système universitaire de documentation: 066012694
- Virtual International Authority File: 2682993
- WorldCat: E39PBJxWXrvHHQHPB3mpdjb8G3